# Noé-les-Mallets
Noé-les-Mallets (hasta 2011 Noë-les-Mallets) es una población y comuna francesa, en la región de Champaña-Ardenas, departamento de Aube, en el distrito de Troyes y cantón de Essoyes.

## Demografía
| 163 | 146 | 150 | 137 | 142 | 137 |
| Para los censos de 1962 a 1999 la población legal corresponde a la población sin duplicidades (Fuente: INSEE [Consultar]) |     |     |     |     |     |